# Ping'anli
Ping'anli (in cinese: 平安里站S, Píng'ānlǐ zhànP) è una stazione di interscambio tra la linea 4, la linea 6 e la linea 19 della metropolitana di Pechino.
La stazione della linea 4 è entrata in funzione in concomitanza con l'inaugurazione dell'intera linea, avvenuta il 28 settembre 2009, mentre quella della linea 6 è stata inaugurata il 30 dicembre 2012.
Con l'inizio del servizio della linea 19, inaugurata il 30 luglio 2022, la stazione di Ping'anli è diventata l'ottava fermata del sistema metropolitano di Pechino a consentire l'interscambio con tre linee differenti, dopo le stazioni di Dongzhimen, Xizhimen, Songjiazhuang, Biblioteca Nazionale, Jin'anqiao, Shilihe e Caoqiao.

## Storia
L'ubicazione della stazione di Pinganli della linea 4 fu determinata nel 2003, insieme alle restanti stazioni del tratto interessato nel distretto di Xicheng. Per via del contenzioso sull'acquisizione dei lavori e delle demolizioni di precedenti strutture, i lavori di realizzazione non furono mai avviati prima del 2006.

## Posizione e nome
La stazione di Ping'anli si trova all'incrocio tra Xinjiekou South Street, Xidan North Street, Ping'anli West Street e Di'anmen West Street, nel distretto di Xicheng. La stazione della Linea 4 si trova sul lato nord dell'intersezione, disposta in direzione nord-sud lungo Xinjiekou South Street. La stazione della Linea 6 si trova sul lato ovest dell'intersezione, disposta in direzione est-ovest lungo Ping'anli West Street. La stazione della linea 19, invece, è disposta in posizione nord-sud lungo Zhaodengyu Street.
La nascita del nome "Ping'anli" ha una storia relativamente recente: originariamente situata in una strada senza nome dietro il deposito Taiping, di epoca Ming. Una volta abbandonato, questo deposito venne ribattezza in Residenza ufficiale del Principe Chengze. In seguito, durante la Ribellione dei Boxer, l'edificio venne bruciato e nuovamente abbandonato. Dopo la fondazione della Repubblica cinese, l'edificio venne acquistato dal signore della guerra Li Chun, che prese i pezzi originali dell'edificio e li fece trasportare a Tianjin per ricostruire una dimora. In concomitanza dell'ubicazione originale della casa a Pechino ne venne ricostruita una simile con uno stile misto tra cinese e occidentale e venne rinominata con il nome di buon auspicio Ping'anli, letteralmente "all'interno di pace e sicurezza".
Dopo la conclusione dei lavori della stazione di Ping'anli venne messo introdotto un metodo di progettazione urbana chiamato "Rammendo della città vecchia" (旧城织补, jiùchéng zhībǔ), consistente nel realizzare le future stazioni della metropolitana mantenendo lo stile originale delle strutture demolite.

## Struttura e impianti
La stazione di Ping'anli è organizzata in tre piani sotterranei, dove al primo piano interrato sono stati costruiti gli atrii di tutte e tre le linee, al secondo piano interrato sono stati disposti i binari della stazione della linea 4 e 19, mentre quelli della linea 6 sono situati al terzo piano sotterraneo. Tutte le stazioni presentano banchine mediane, con i treni passanti ai lati.
La stazione dispone di 11 ingressi, indicati con le lettere A, B, C, D, E, F, G, H, J, K e L. Gli accessi A—D sono dedicati alla linea 4, quelli E—H alla linea 6 mentre i restanti J—L alla linea 19. Le entrate B, F e L sono dotate di ascensore per l'accessibilità di portatori di disabilità motorie.

## Servizi
Le stazioni dispongono di:
- Accessibilità per portatori di handicap (solo uscite B, F e L)
- Ascensore (solo uscita B, F e L)
- Scale mobili
- Emettitrice automatica biglietti
- Servizi igienici
- Sportello automatico
- Distributori automatici
- Stazione video sorvegliata
- Ufficio polizia

### Orari
Linea 4
Dal 30 dicembre 2010 la linea 4 condivide il percorso con la Linea Daxing; dalla stazione di Ping'anli si operano i servizi come segue:
- Un servizio che copre l'intera tratta, da Anheqiao Nord, da dove inizia la Linea 4, fino a Tiangongyuan, capolinea della Linea Daxing.[4]
- Un servizio ridotto che copre l'intera Linea 4 al quale si aggiunge la fermata Xingong della Linea Daxing, la prima stazione della Linea Daxing, quindi offrendo corse da Anheqiao Nord a Xingong. I passeggeri che intendono proseguire verso sud devono scendere e cambiare binario in direzione Tiangongyuan.[16]

La prima corsa direzione Anheqiao Nord parte tutti i giorni alle 5:25 da Ping'anli, mentre l'ultima alle 23:39. In direzione Tiangongyuan (linea Daxing), il primo treno opera alle ore 5:27 mentre l'ultimo alle 23:04. Inoltre, relativamente al servizio ridotto della linea, l'ultima corsa da Ping'anli parte alle 23:17 e termina a Gongyi Xiqiao alle 23:39.
Linea 6
La linea 6 opera i servizi come segue:
- In direzione Lucheng, si effettuano sia corse dell'intera tratta sia corse ridotte con percorso a metà, fino alla stazione di Caofang. Il primo treno da Ping'anli in direzione Lucheng parte alle 5:37, effettuando l'ultima corsa alle 22:56. Per quanto riguarda il servizio ridotto, l'ultimo treno da Ping'anli ferma alla stazione alle 00:07.
- In direzione Jin'anqiao, si effettuano sia corse dell'intera tratta sia corse ridotte con percorso a metà, fino alla stazione di Haidian Wuluju. Il primo treno da Ping'anli in direzione Jin'anqiao parte alle 5:30, effettuando l'ultima corsa alle 23:43. Per quanto riguarda il servizio ridotto, l'ultimo treno da Ping'anli ferma alla stazione alle 00:23.[18]

Linea 19
In direzione Xingong, il primo treno da Ping'anli parte ogni mattina alle 5:37 e conclude il servizio alle 23:17. Nella direzione opposta, fino al capolinea di Mudanyuan, il primo treno effettua servizio alle 5:49 e termina alle 23:44.

### Tariffazione
Dalla stazione di Xidan la tariffazione parte da un prezzo di ¥3 (circa €0,40), a seconda della distanza di viaggio totale da percorrere, fino a un massimo di ¥7 (circa €1). Se si usa la carta dei trasporti, il prezzo viene scontato del 20% per le corse dopo una spese di ¥100 (circa €13) in un mese solare, del 50% per le corse dopo i ¥150 (circa €20) di spesa e superati i ¥400 di spesa (circa €52) non ci saranno ulteriori sconti.

## Interscambi
- Fermata autobus